# 冉德涛
冉德涛（1965年11月—），山东菏泽人，中华人民共和国政治人物。

## 生平
1985年12月加入中国共产党。曾任呈贡县委办副主任、七甸乡党委书记、县委办主任等职，呈贡县委常委、组织部长，昆明呈贡新城管委会综合办主任、党工委委员，呈贡新城党工委副书记。2016年2月，任中共石林彝族自治县委书记。2016年3月，任昆明石林台湾农民创业园党工委书记。2016年6月，任中国共产党石林彝族自治县第十二届常务委员会委员。2016年3月4日，任昆明石林台湾农民创业园党工委书记，石林生态工业集中区党工委书记。2018年12月任昆明市园林绿化局局长，2019年4月起任昆明市委统战部副部长、市工商联党组书记。